# Edgar Oxenham Amm
Edgar Oxenham Amm (ur. 19 sierpnia 1898 w Johannesburgu, zm. 25 maja 1953 tamże) – południowoafrykański as myśliwski okresu I wojny światowej. Odniósł 10 zwycięstw powietrznych.
Edgar Oxenham Amm był czwartym dzieckiem Edwina Johna farmera i agenta handlowego oraz Amy Joyce z domu Peppercorn.
Edgar Oxenham Amm rozpoczął służbę w  No. 29 Squadron RAF w lipcu 1918 roku.
Pierwsze zwycięstwo powietrzne odniósł 12 sierpnia 1918 roku nad niemieckim samolotem Fokker D.VII na południowy wschód od Bailleul. Ostatnie 10 zwycięstwo powietrzne odniósł 9 listopada, kiedy to zestrzelił kolejnego Fokkera. W czasie tego samego lotu bojowego pilotowany przez Amma samolot SE5 został zestrzelony przez Niemców, a Amm dostał się do niewoli. Po 2 dniach został zwolniony na podstawie rozejmu kończącego działania wojenne.
W okresie międzywojennym był farmerem i przedsiębiorcą, posiadał własną firmę. W czasie II wojny światowej służył w stopniu majora jako instruktor najpierw w Egipcie i na Bliskim Wschodzie, a następnie we Włoszech.

## Odznaczenia[1]
- Distinguished Flying Cross (Wielka Brytania) dwukrotnie
- Krzyż Wojenny (Francja)
- Krzyż Wojenny (Belgia)